# T.J. Cloutier
T.J. Cloutier, född 13 oktober 1939 i Albany, Kalifornien, USA, är en berömd pokerspelare från USA. Erkänd som en av de bästa turneringsspelarna med många titlar i ryggen. En av de gamla "roadgamblers" som fortfarande är aktiva idag.